# モアナサウルス
モアナサウルス（学名: Moanasaurus、「海トカゲ」の意）は、後期白亜紀に生息したモササウルス科の属。ニュージーランドの北島から化石が発見されており、関節していない頭骨・歯・椎骨・肋骨の断片・ヒレ足の骨が知られている。頭骨長78センチメートル、全長12メートルと、モササウルス科でも最大級の属の1つである。
属名はマオリ語で「海」を意味する moana とギリシャ語で「トカゲ」を意味する saurus に由来し、「海トカゲ」を意味する。種小名はマオリ語で命名された Mangahouanga 川に由来する。

## 記載
タイプ標本 S34-S37 は、全ての骨が Mangahouanga の川底にあった1つの巨礫から発見された。この巨礫はカンパニアンからマーストリヒチアンにあたる硬結性砂岩層に由来する。ホロタイプ標本の保存状態は良好であり、神経棘にも歪みがほとんど見られなかった。ただし、その他の骨には摩耗や侵食が見られるものもあり、これは海底に埋没する前に生じたものであると考えられている。
頭骨長は780ミリメートルと推定され、上顎骨歯は15本で、前頭骨は広く、頭蓋骨は後眼窩前頭および頭頂領域で最も幅広である。基後頭部は前耳骨・後耳外後頭骨・上側頭骨・上後頭骨・鱗状骨が強固に縫合する。環椎の椎体は軸椎に癒合する。機能的な椎弓突起と椎弓窩は椎骨の背側領域に存在する。上腕骨は短く頑丈で、手根骨は丸く、中手骨と指骨は砂時計の形をなす。

### 上顎骨と歯
前上顎骨・鼻骨・前前頭骨がなす縫合線ははっきりとは確認されない。顎の辺縁部としては左上顎骨のみが発見されている。13断片に損壊した状態で発見されたため、縦に割れて失われた部位もあるが、歯を持つ部分は完全に保存されており、その長さは430ミリメートルである。上顎骨は前方が丸く、第12歯の根元で最も太く、後方で細くなって末端を迎える。また、頬側縁の10ミリメートル上に8つの孔が存在する。
上顎骨には11本の歯と4つの歯槽が確認されている。上顎骨前方の歯は細長く、中央で最大の大きさになり、顎の奥に向かうにつれ小さくなる。第1、第4、第8歯の位置には生え変わりの歯が存在し、第６歯には歯を収容するための浅い窪みが見られる。第3、第10、第13、第14歯の位置には歯槽だけがあり、この個体が死んだ後に歯が抜け落ちたと考えられている。

### その他頭骨
前頭骨は広い三角形の板状の骨である。大脳との接触のため長さ18ミリメートルに及ぶ3本の溝が存在し、前頭骨の後端に鋭いV字型を描く。前頭骨の後端は左右両側に浅い窪みを形成しながら、後方へ突出する弱い翼状構造をなす。
後眼窩前頭骨は右側のみ保存されているが、その右側の骨も後方に伸びた部位の一部が欠けている。後眼窩前頭骨には頬骨へ突出する部位が確認されている。
頭頂骨にある頭頂孔と頭頂翼は完全に保存されているが、頭頂骨の後側部位はいくらか損傷を受けている。頭頂骨の左右両側に存在する翼状構造は幅4センチメートルほどの浅い隆起をもち、これは上記の前頭骨の窪みに対応する。頭頂孔は直径1.2センチメートルで、その後方に存在するはずの頭頂骨の関節は確認が困難である。頭頂骨の後方に突き出た突起は長さ15センチメートルと見積もられた。
基後頭部は上記の通り前耳骨・後耳外後頭骨・上側頭骨・上後頭骨・鱗状骨からなり、さらに基蝶形骨の一部も参加している。上側頭骨と鱗状骨は右側の外側表面で癒合する。損傷を受けているため、この領域に第X - XII脳神経のための孔が存在したかは定かでない。上側頭骨と鱗状骨以外の骨は癒合が遥かに進んでおり、個別に定義することが不可能である。上側頭骨は鱗状骨と方形骨との関節面を持ち、鱗状骨の方形骨への関節面にも破損した骨が関節している。方形骨は頸部で最も残りやすい骨とも言われており、ホロタイプ標本の産地からさらなる化石が産出することが期待される。

### 椎骨
発見された椎骨は24個のみで、合計の約五分の一に過ぎないと考えられるが、それでも頸椎・脊椎・尾椎が良い状態で保存されている。
頸椎は環椎と軸椎を含む6つが発見され、楔形をなした環椎の椎体は軸椎と癒合し、神経弓はなく、間椎体は確認されていない。軸椎の椎体は重厚で、こちらは間椎体と破損した神経棘が確認されている。これ以外の4つの頸椎は頑丈なつくりで、後側で楕円形をなし、後側表面は背腹方向に潰れている。前方の頸椎の椎弓突起は椎体上に真っ直ぐに伸び、後方の頸椎は斜めからのアングルで神経腔の上に突出する。なお、モササウルスの頸椎の関節面は円形をなす。
脊椎は11個が発見され、全体的な形状と synapophysis の大きさから脊椎と断定された。脊椎は椎体の関節面が次第に丸みを帯び、椎体自体も長さを増す変化を示す。尾椎は8個が発見され、うち3個は臀部、4個は中間部、1個は末端部に由来する。臀部の尾椎は頑丈な構造で、一般に三角形をなす。神経棘はやや長く、横突起は頑丈になりながら、椎体は縮小を示す。中間の尾椎は丸みを帯びて横突起は発達せず、腹側弓は卓越を遂げ、神経棘は後側へ傾斜し、椎体自体は短い。末端の尾椎は丸く、横突起は存在せず、腹側弓はわずかに重厚さを増し、椎体はさらに短くなっている。

### 四肢
左上腕骨、尺骨と思われる骨、3個の手根骨、2個の中手骨、第一指骨、腸骨が母岩から発見されている。これらは関節しておらず、正確な関係は不明である。
上腕骨の頭は関節窩に突出部を持たず、中央はくびれ、遠位が拡大する。尺骨の関節面上に大きく発達した結節が存在し、これにより生じる広い領域に屈筋が附随する。尺骨は典型的な砂時計型をなす。手根骨はその具体的位置が不明ではあるが、厚く、伸筋と屈筋が附随する。中手骨と指骨は細長いが強固な構造をしており、遠位で拡大する砂時計型をなす。腸骨は小型でクラブ状の形状であり、腹側端で拡大する。遠位端は損傷のため記載不能である。上腕骨はモササウルスの特徴を持つ一方、手根骨と指骨はプラテカルプスのものに類似する。本属にはいずれとも類似する点と、そうでない点がある。

## 分類
原記載論文ではモササウルス科のどの分類群とも独立した特徴を示すとされた。ただし、方形骨が発見されておらず、頭骨も損傷を受けており、さらにニュージーランドで入手されるモササウルス科の文献が限られていたため、高度な分類は難しいとされた。Wright (1989) でモアナサウルスはモササウルスの種であると指摘されたが、頸椎の関節面の形状や椎弓突起・椎弓窩の存在する位置などから、Wiffen (1990) でモアナサウルスはモササウルスと別属とされた。